# Zentsū-ji

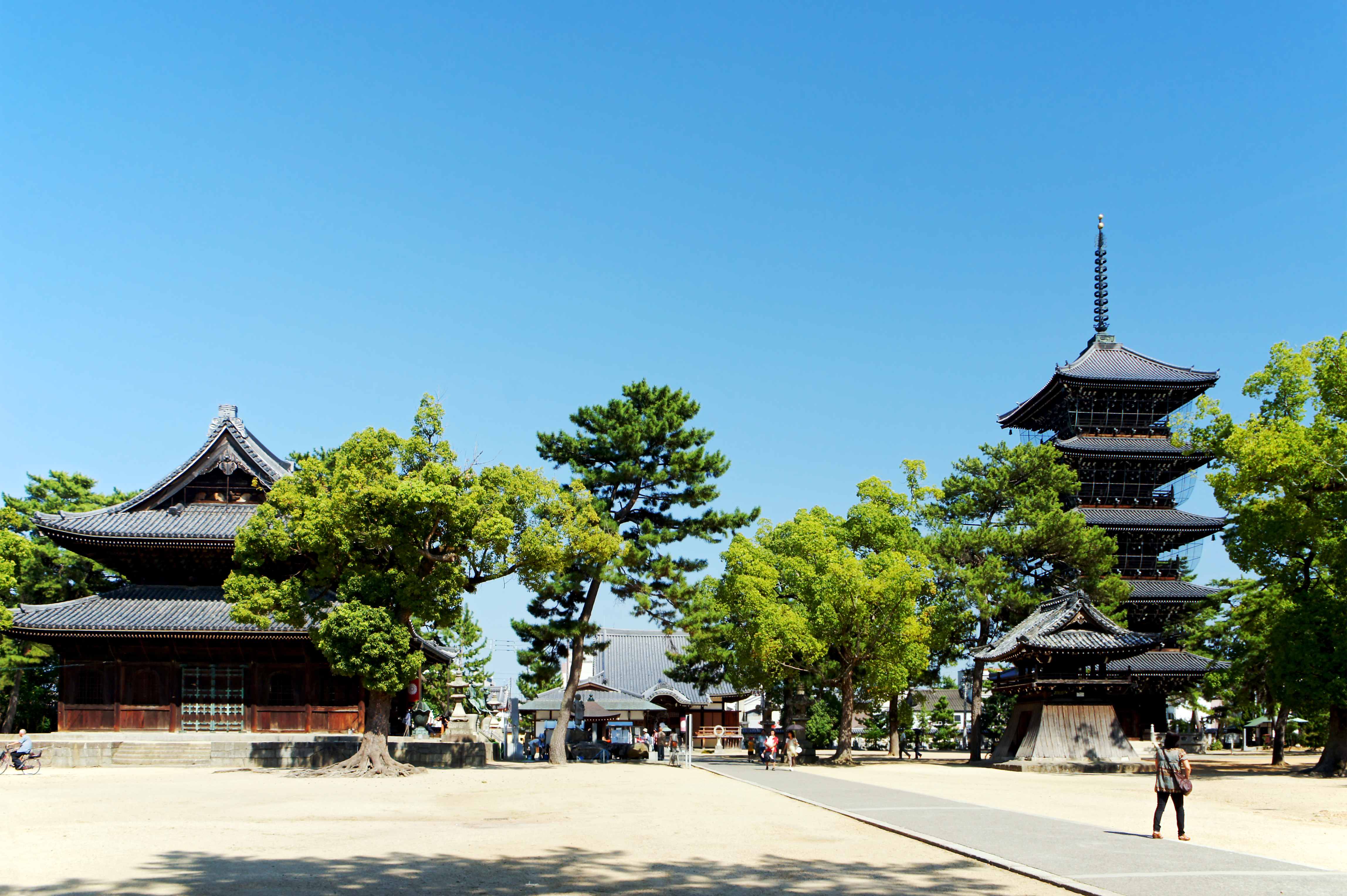
Tō-in

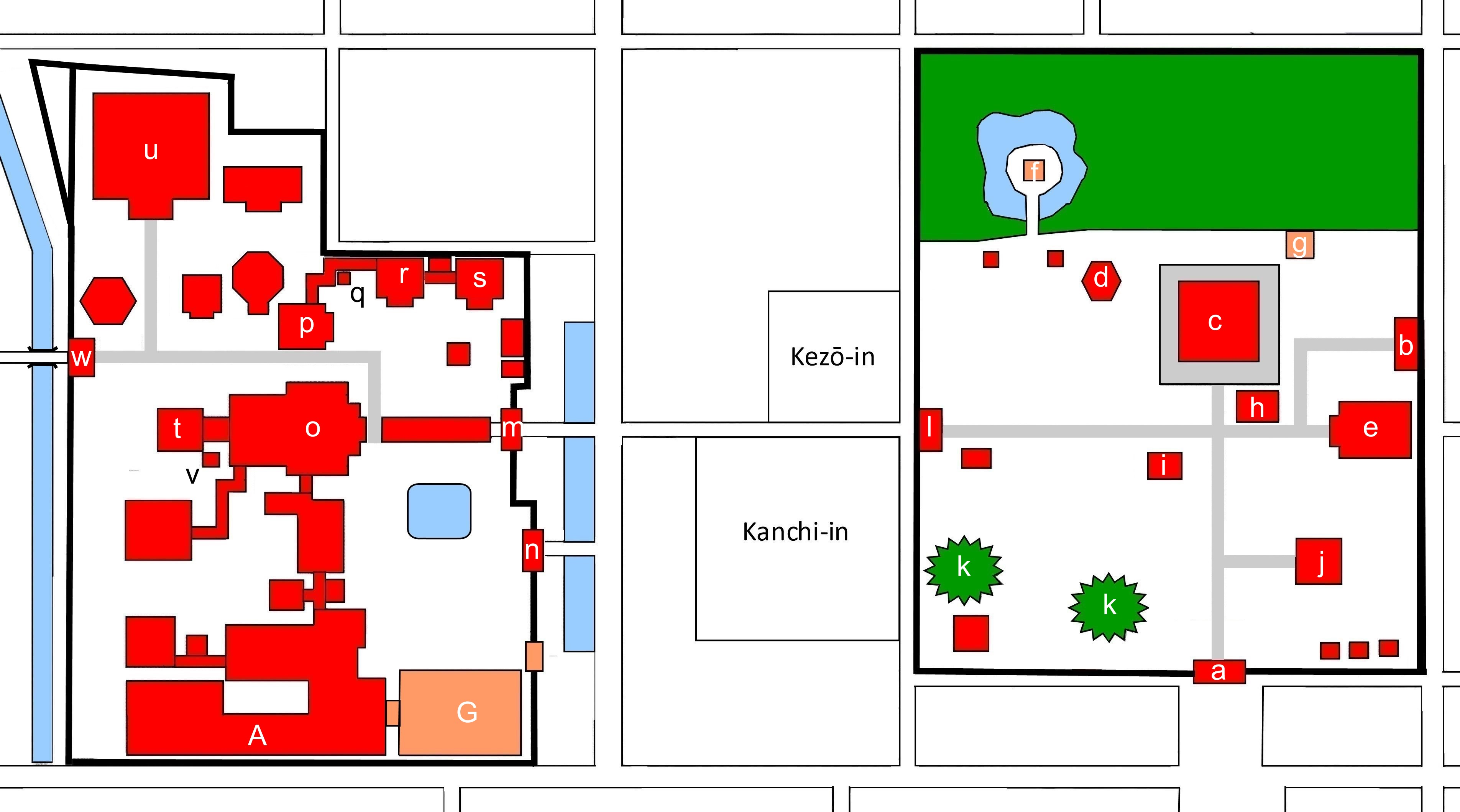
Gesamtplan des Tempels

Der Zentsū-ji (japanisch 善通寺) mit den Go Byōbu-uragogakuzan (屏風浦五岳山) und Tanjōin (誕生院) in Zentsūji in der Präfektur Kagawa auf der japanischen Insel Shikoku ist der Haupttempel der Zentsūji-Richtung (善通寺派) des Shingon-Buddhismus. In der traditionellen Zählung ist er der 75. Tempel des Shikoku-Pilgerweges. Der Tempel befindet sich am Geburtsort des Begründers des Shingon in Japan, Kōbō Daishis. Zusammen mit dem Kōya in der Präfektur Wakayama und dem Tō-ji in Kyōto gehört der Zentsū-ji zu den „Drei großen Tempeln Kōbōs“.

## Geschichte

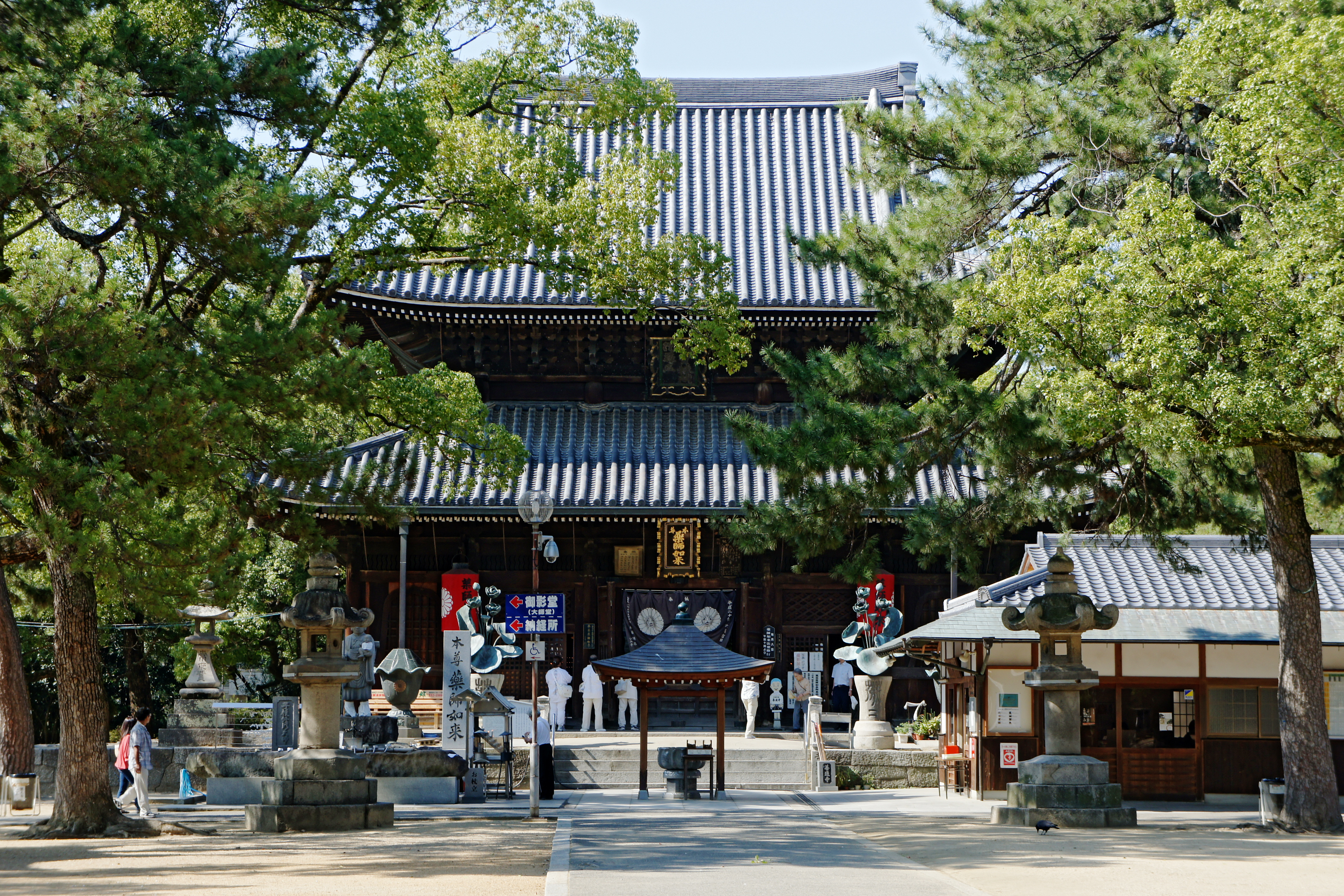
Haupthalle (Kondo)

Als Kōbō Daishi im Jahr 807 aus China zurückkehrte, errichtete er auf einem Grundstück, das ihm sein Vater, Saeki Yoshimichi, zur Verfügung gestellt hatte, einen Tempel nach Art des Qinglong-si (chinesisch 青龍寺 / 青龙寺) in Xi’an. Zum Dank an seinen Vater, verwandte er die Zeichen des Vornamens seines Vaters, nämlich 善通, sinojapanische gelesen „Zentsū“, als Name für den Tempel.
In der Kamakura-Zeit wurde auf dem Gelände der Familie Saeki das Tanjō-in angelegt. Während der ganzen Edo-Zeit wurden beide Anlagen als getrennte Tempel angesehen, bis sie dann nach 1868 zu einem Tempel vereinigt wurden.

## Anlage
(Im Folgenden: ⦿ = Nationalschatz, ◎ = Wichtiges Kulturgut Japans)
Die weiträumige Anlage umfasst 4500 m² und gliedert sich in den älteren Teil, der einfach „Tempelgelände“ (伽藍, Garan) oder „Östliches Tempelgelände“ (東院, Tō-in) genannt wird. Dazu kommt das 70 m entfernte „Westliche Tempelgelände“ (西院, Sai-in), das auch „Geburtshaus“ (誕生院, Tanjō-in) genannt wird.
In dem Zwischenbereich liegen die beiden kleinen Tempel Kezo-in (華蔵院) und Kanchi-in (観智院) neben Geschäfts- und Wohnhäusern.

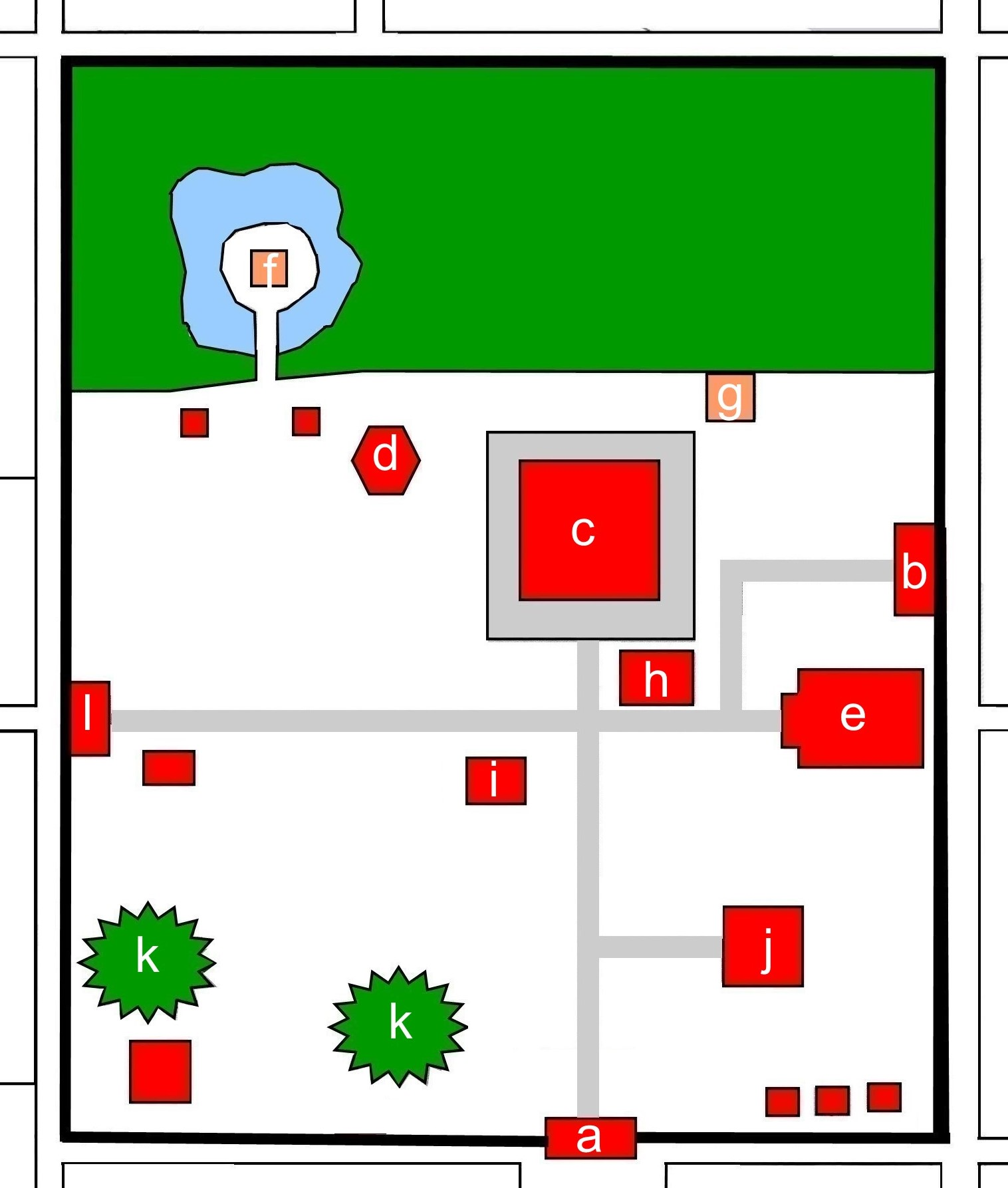
Plan des Tempels (s. Text)

### Tō-in
Man betritt diesen Teil entweder vom Süden durch das „Große Südtor“ (南大門, Minami Daimon; a – siehe Plan), oder von Osten her durch das „Rote Tor“ (赤門, Akamon; b). Ersteres wurde nach dem Sieg im Russisch-Japanischen Krieg erbaut. Es ist hoch genug, um darunter durchreiten zu können.
Auf diesem Gelände befindet sich die „Haupthalle“ (金堂, Kondō; ◎; c). Das ursprüngliche Bauwerk wurde 1558, während der Bürgerkriege im 16. Jahrhundert, von den Truppen des Miyoshi Jikkyū (三好実休; 1527–1862) im Jahr 1558 niedergebrannt. Der jetzige Bau stammt von 1699. Die Hauptkultfigur, der „Heilende Buddha“ (薬師如来, Yakushi Nyorai), ist mit mehr als 3 m ungewöhnlich groß und wurde um 1700 gefertigt. Hinter der Haupthalle steht der sechseckige „Sutra-Speicher“ (経堂, Kyōdō; d) und rechts neben ihr das „Kanjinsho“ (勧進所; h), also ein Pavillon zur Spendenbitte. Im Norden stehen zwei kleine Schreine, der von Bäumen und Wasser umgebene „Ryūōsha“ (龍王社; e) aus dem Jahr 1808 und der „Tenjinsha“ (天神社; 1914; f). Am östlichen Rand befindet sich die „Shakadō“ (釈迦堂; g), wieder errichtet in der Empo-Ära (1673–1681).
Im Südteil stehen der „Glockenturm“ (鐘楼, Shōrō; i) aus em Ende der Edo-Zeit mit einer Glocke aus dem Jahr 1958. Die heutige fünfstöckige „Pagode“ (五重塔; Gojū-no-tō; ◎; j) wurde 1845 auf Anweisung des Kaisers Ninkō errichtet und 1902 mit einer Höhe von 45 m fertiggestellt. Die beiden großen „Kampferbäume“ in der Nähe (大楠, Ōkusu; k) sollen schon zu Kōbōs Vaters Zeiten dort gestanden haben. Unter dem linken Baum stehen zwei winzige Schreine, die „Gosha Myōjin“ (五社明神社) gewidmet sind. Weiter befinden sich im Südteil in der Nähe des „Mittleren Tors“ (中門, Chūmon; l) die Gedenkstätte der der Saeki-Familie (佐伯祖廟, Saeki Sobyō) und am südöstlichen Rand die Steinstupas für Priester Hōnen, Ashikaga Takauji und ein Pavillon Tabidaishidō (旅大師堂).
Durch das „Mittlere Tor“ geht man weiter in Richtung Südwesten zum Sai-in.

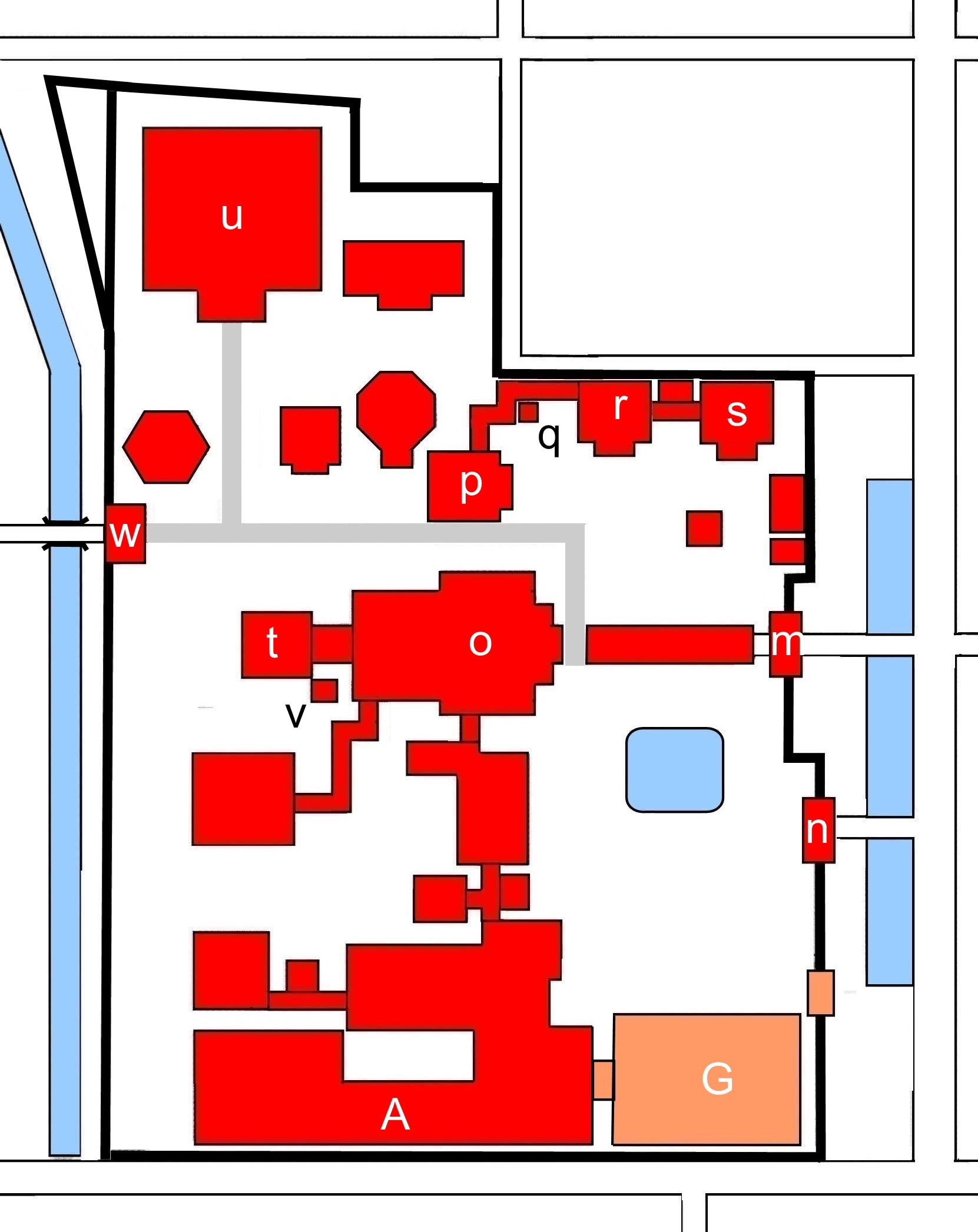
Plan des Tempels (s. Text)

### Sai-in
Das Sai-in betritt man nach Überquerung eines Grabens durch das „Niō-Tor“ (仁王門; m), also durch ein Tor mit den Figuren der beiden Tempelwächter rechts und links, den Niō. Ein zweites Tor, das „Chokushi-Tor“ (勅使門; n) war nur dem kaiserlichen Boten vorbehalten. Durch den überdachten Wandelgang gelangt man zur „Gründerhalle“ (御影堂, Miedō; o). Sie steht dort, wo einst das Haus der Saeki (佐伯家) stand, in dem Kōbō Daishi geboren wurde. Das gegenwärtige Gebäude wurde 1831 errichtet und 1936 instand gesetzt. Unter der Miedō befindet sich ein 100 m langer Gang, den man im Dunklen durchlaufen kann. Das wird „Kaidan meguri“ (戒壇めぐり, etwa „Altar umwandern“) genannt. Die Mönche tun das zum Auswendiglernen von Sutren. Von der Gründerhalle gelangt man zum „Schatzhaus“ (宝物館; t) des Tempels. Zum Miedō gehört die alte Quelle des Saeki-Hauses „Ubuyu“ (産湯の井戸, Ubuyu no ido; v).
Nach Norden schließen sich der Miedō verschiedene Gebäude an, darunter das „Shōryōden“ (聖霊殿; p) aus dem Jahr 1940 mit quadratischen Grundriss und Kupferdach, die winzige „Jizōdō“ (地蔵堂, 1940; q), das „Gomaden“ (護摩殿, 1940; r) und die Shinran gewidmete Shinrandō (親鸞堂; s). Die große Versammlungshalle weiter nördlich führt den Namen „Henshōkaku“ (編照閣; u). Das Sai-in kann man durch das westliche Tor, das „Shōgaku-Tor“ (正覚門; w), verlassen, wo der Weg über die „Brücke der Rettung der Welt“ (済世橋, Saiseibashi) nach draußen führt.
Südlich des überdachten Gangs zur Miedō befindet sich das Wasserbecken „Mikage no ike“ (見影の池; W), etwa „Wasserbecken der Blickspiegelung“, und noch weiter südlich stehen die Gebäude der Abtei (A) und das Gästehaus (G).

### Schatzhaus
- ⦿ Kopfstück eines vergoldeten Bronzestabs　(金銅錫杖頭, Kondōshaku jōtō) aus dem 8. bis 9. Jahrhundert (Nationalschatz), gewöhnlich nur als Foto zu sehen.
- ⦿ Erster Teil der Ichiji ichibutsu Hokke-kyō Sutra (一字一仏法華経序品), gewöhnlich nur als Kopie zu sehen.
- ◎ Eine stehende Kichijōten (木造吉祥天立像), eine 135 cm große Holzfigur aus dem 10. bis 11. Jahrhundert.
- ◎ Ein stehender Jizō bosatsu (木造地蔵菩薩立像), eine 116 cm große Holzfigur aus dem 10. bis 11. Jahrhundert.

## Bilder (Tō-in)

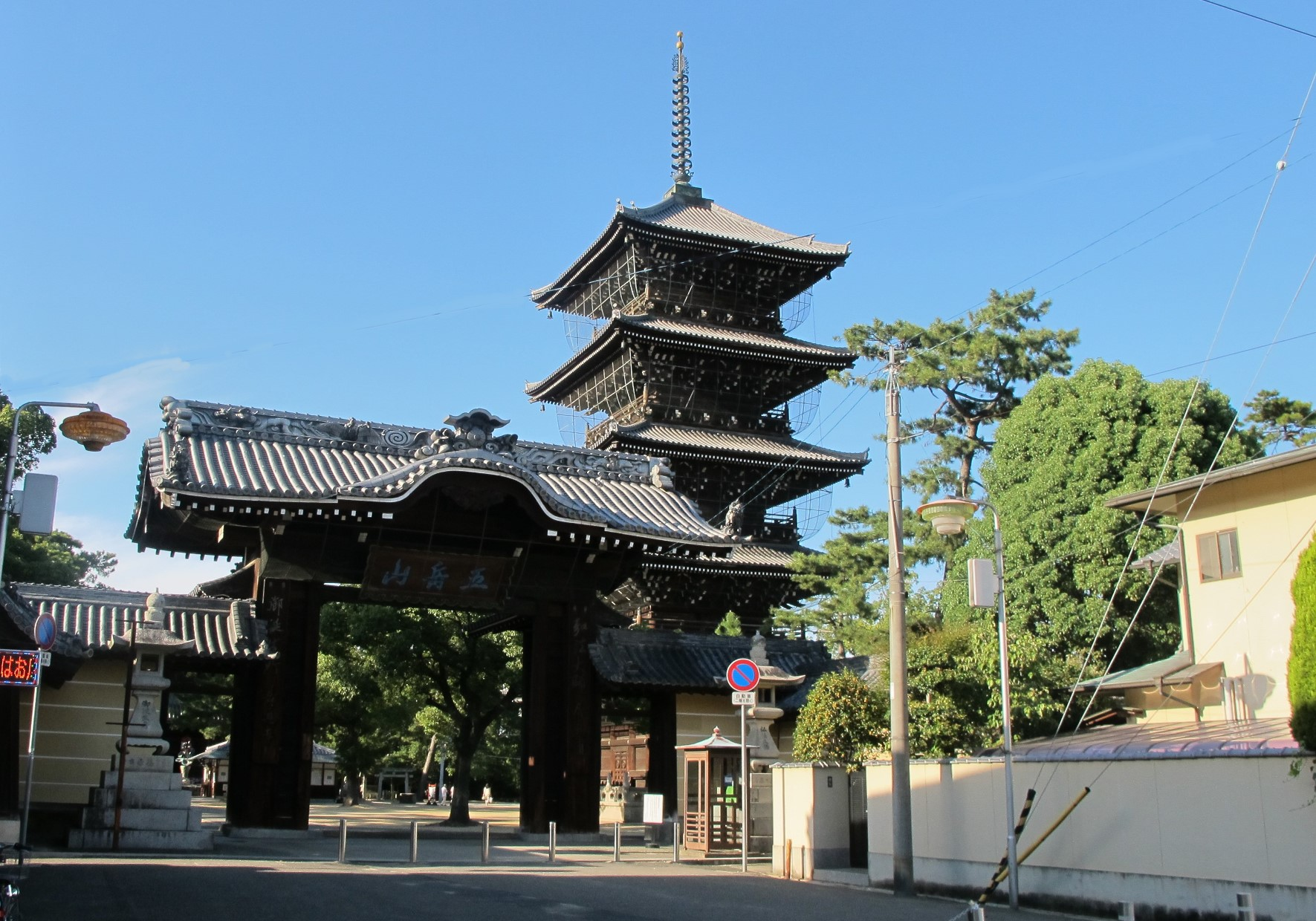
Südtor mit Pagode
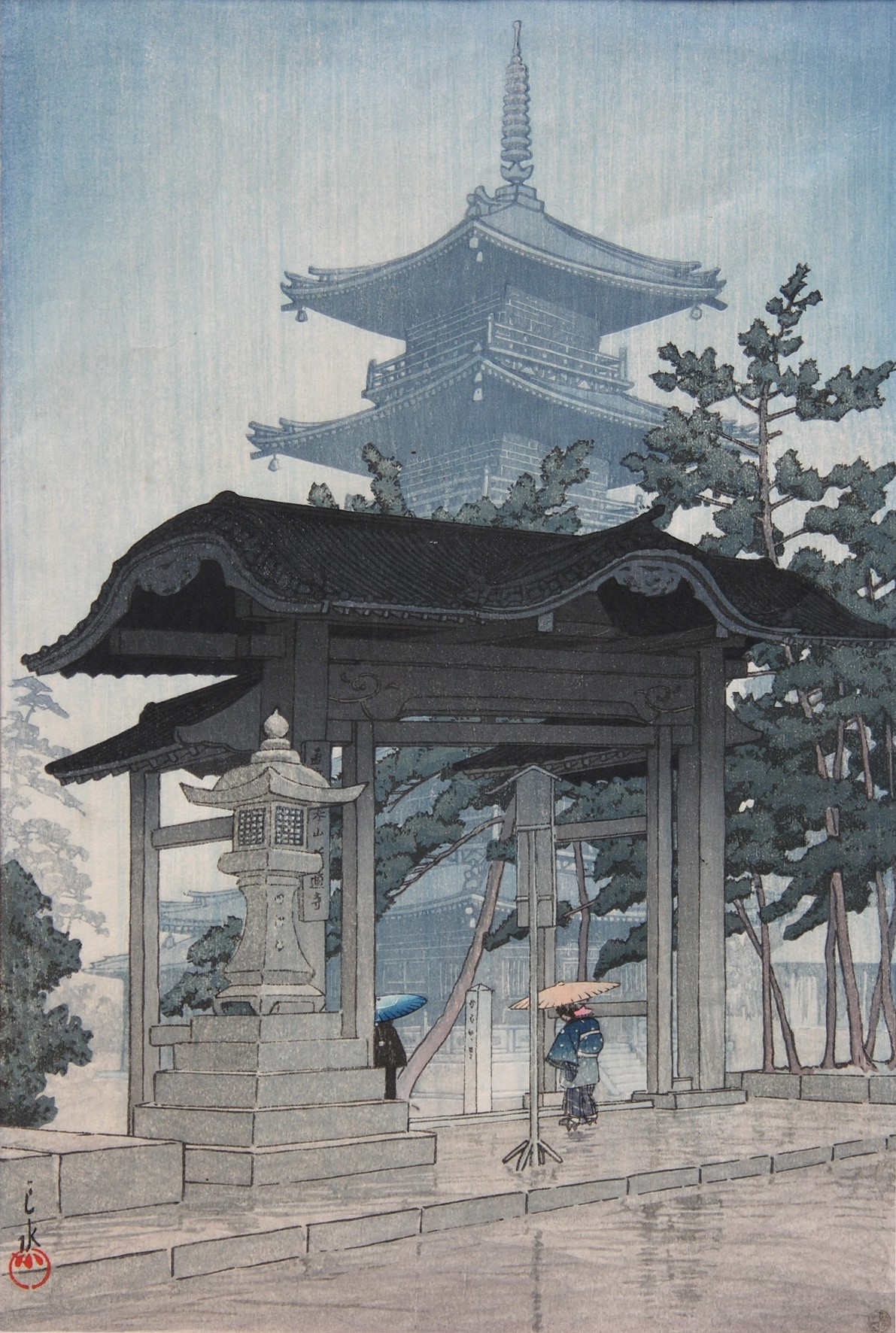
Südtor mit Pagode
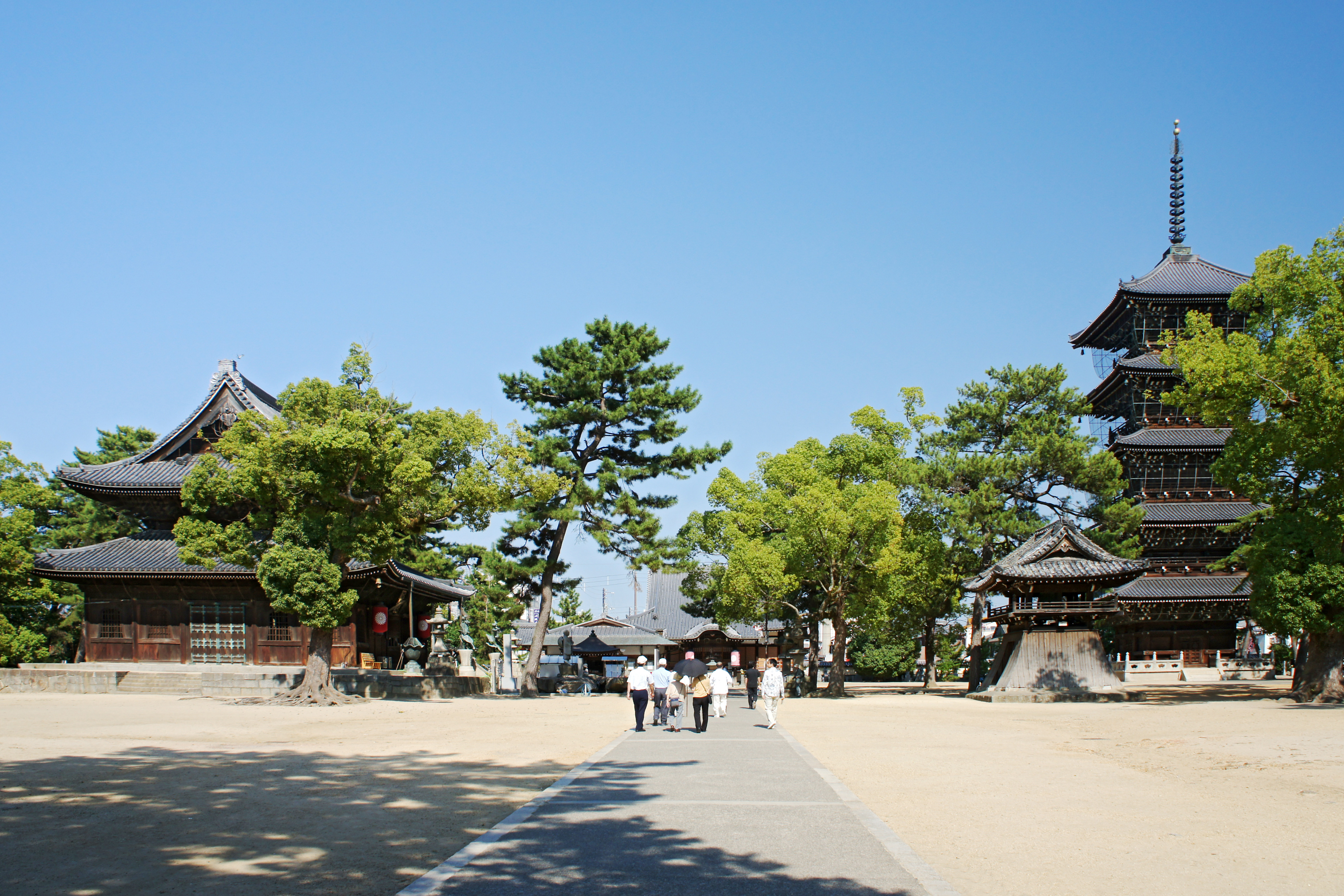
Haupthalle, Glockenturm und Pagode
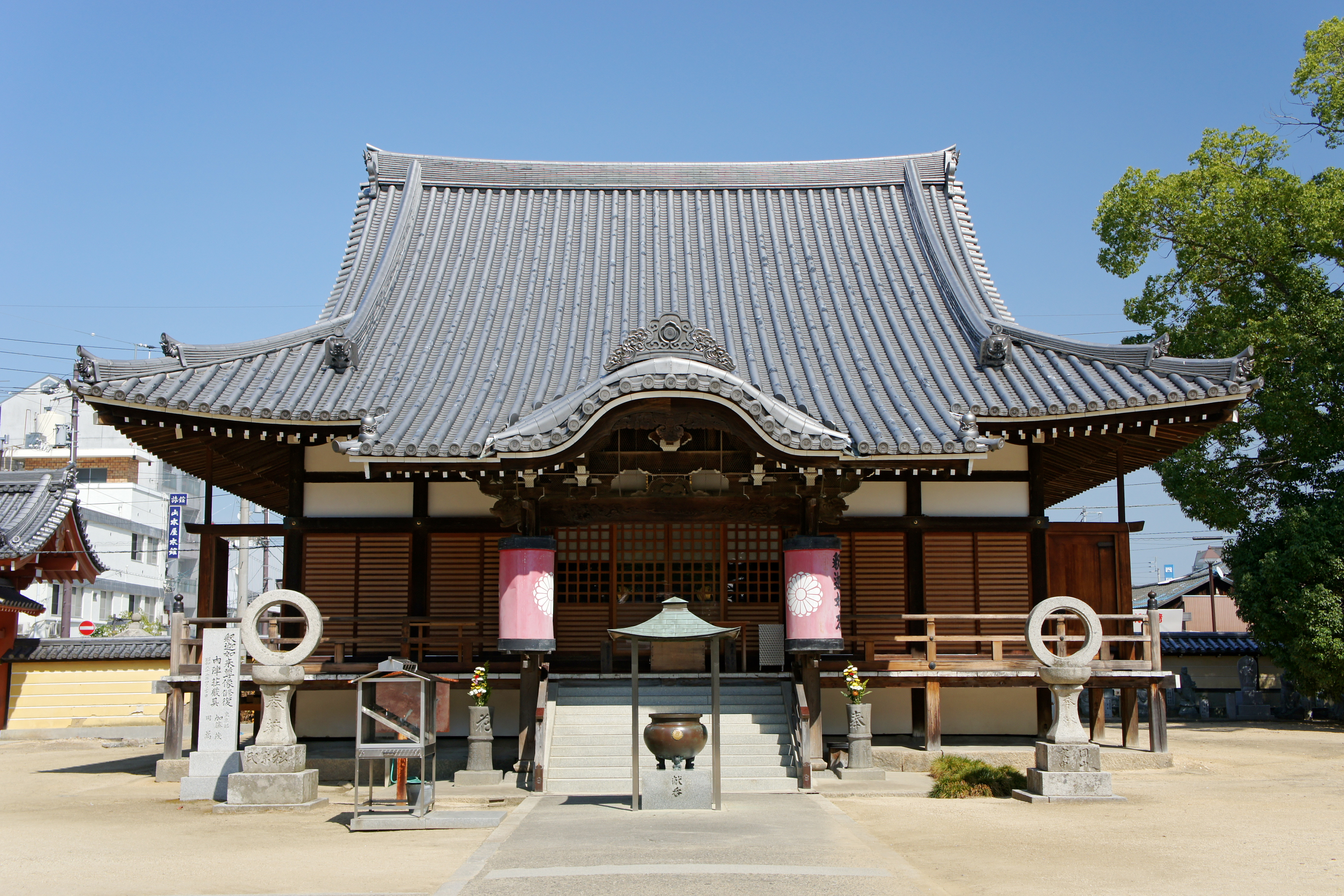
Shakadō
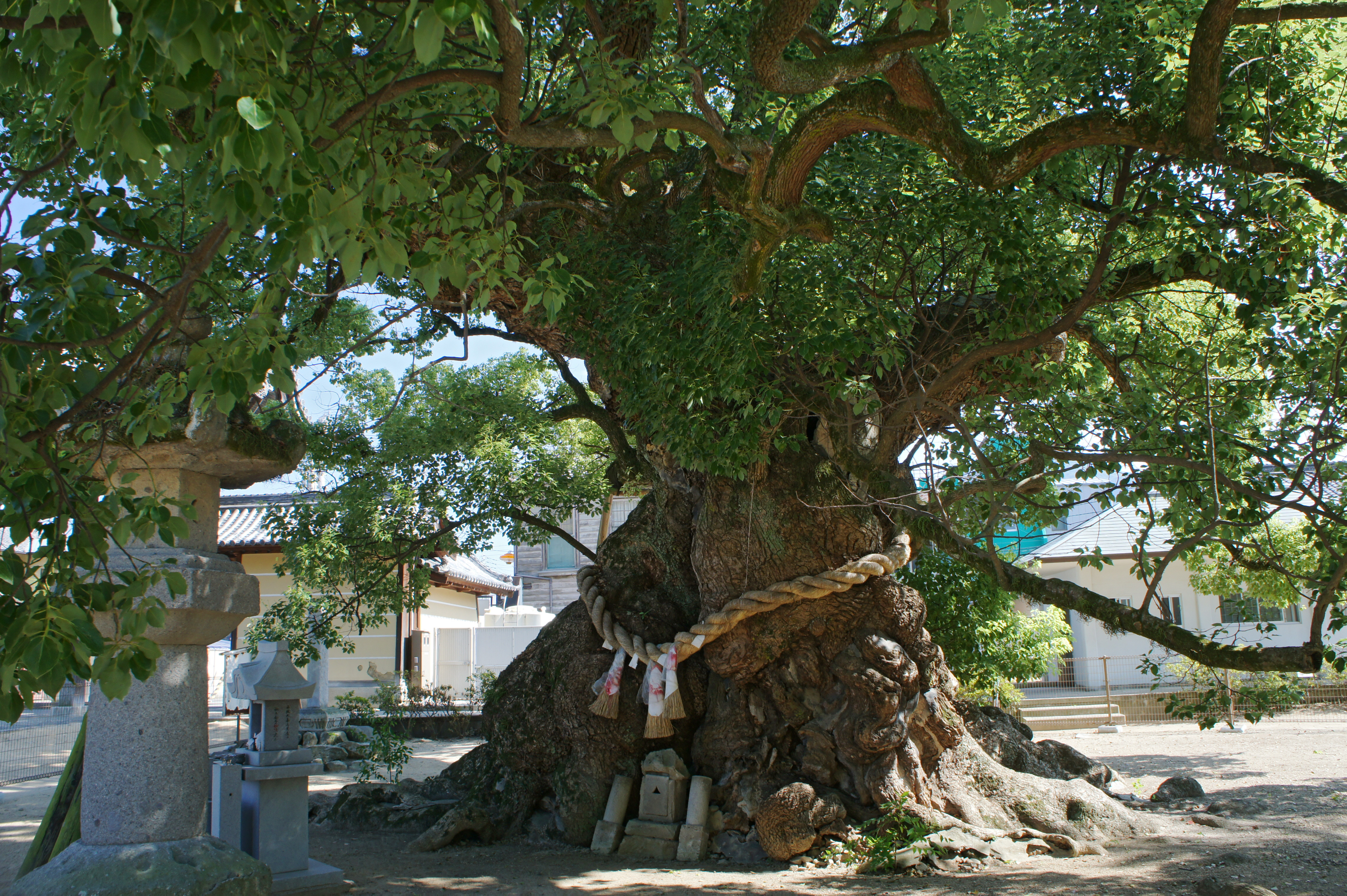
Einer der beiden Kampferbäume
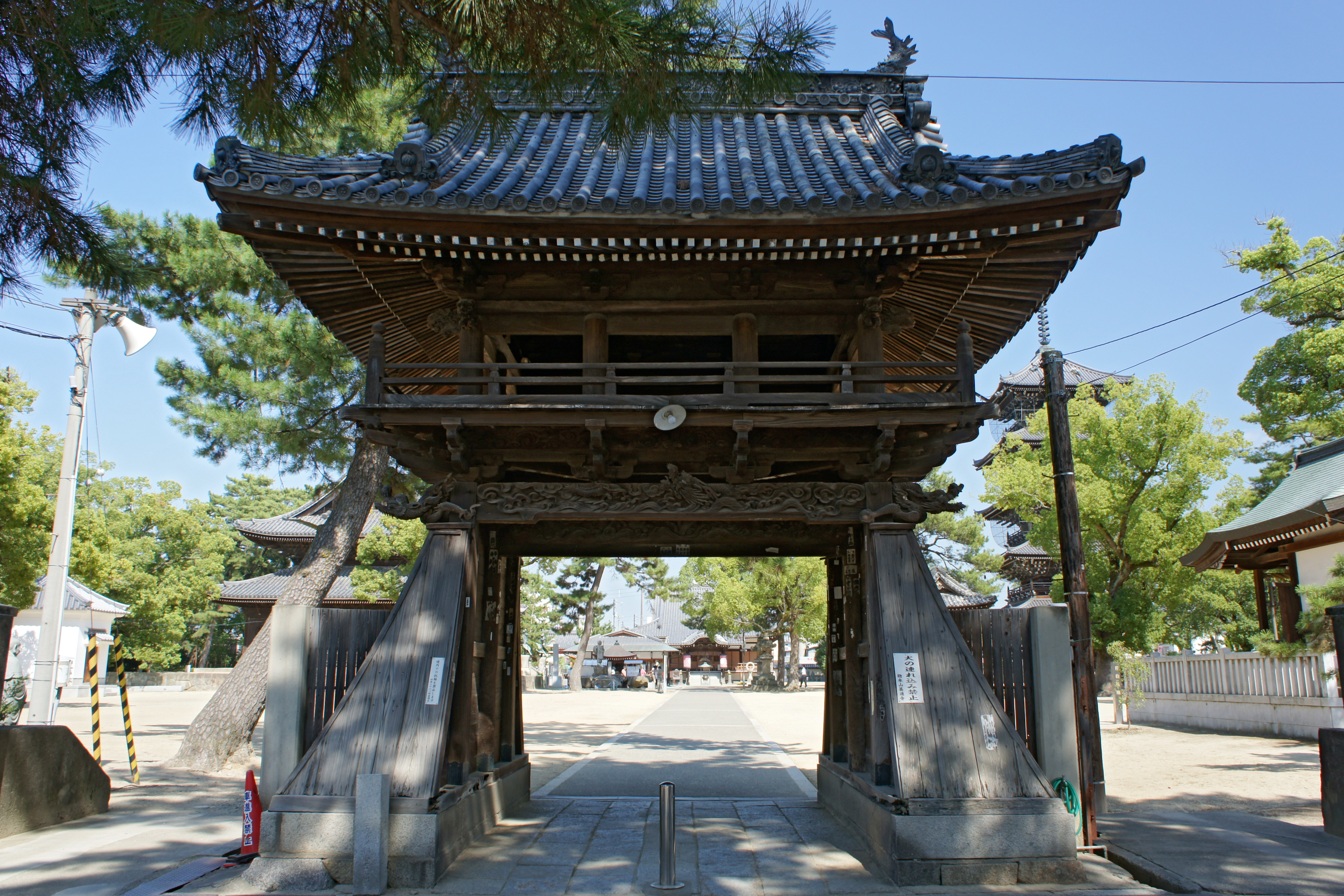
Chūmon

## Bilder (Sai-in)

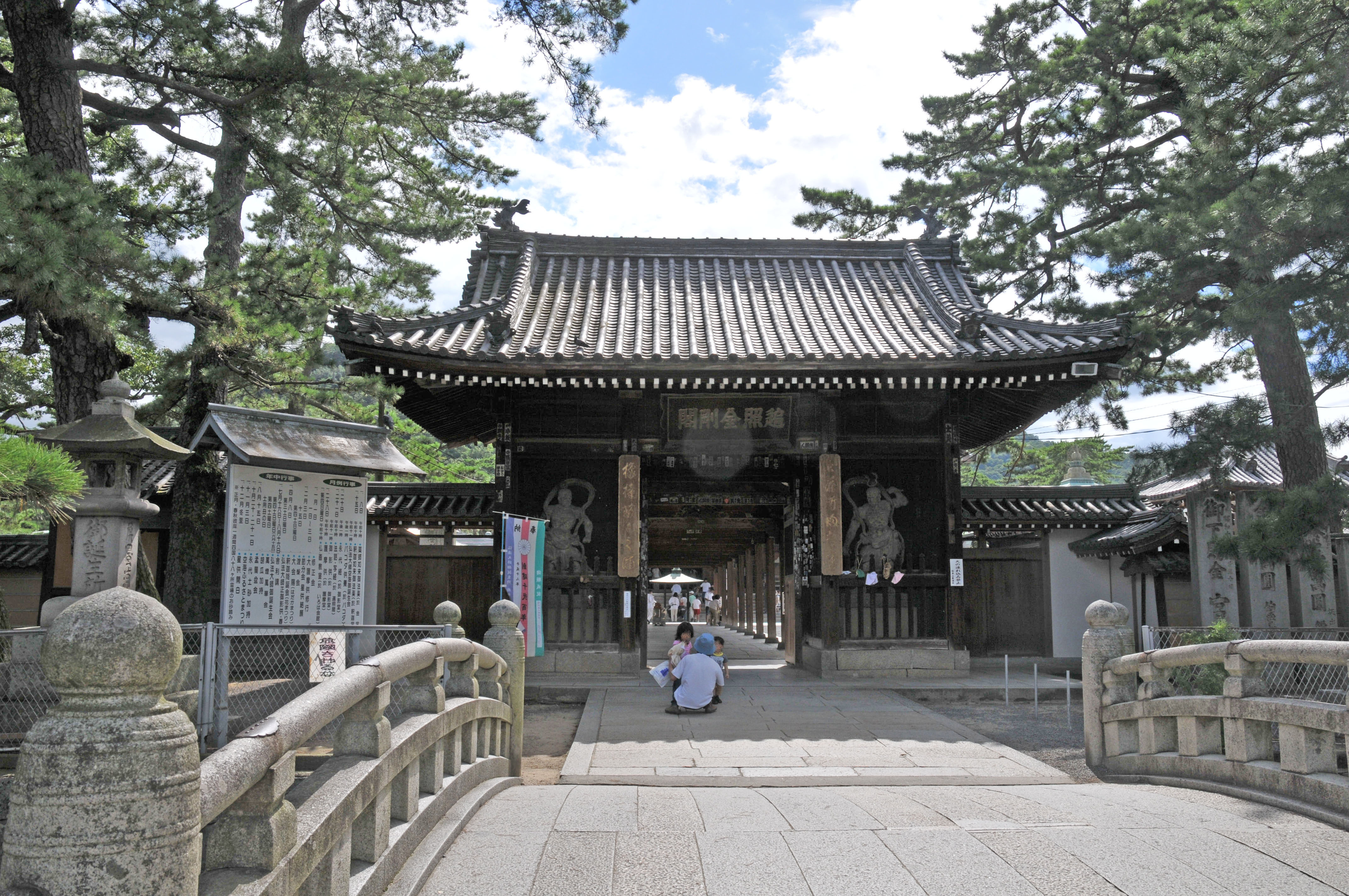
Niō-Tor
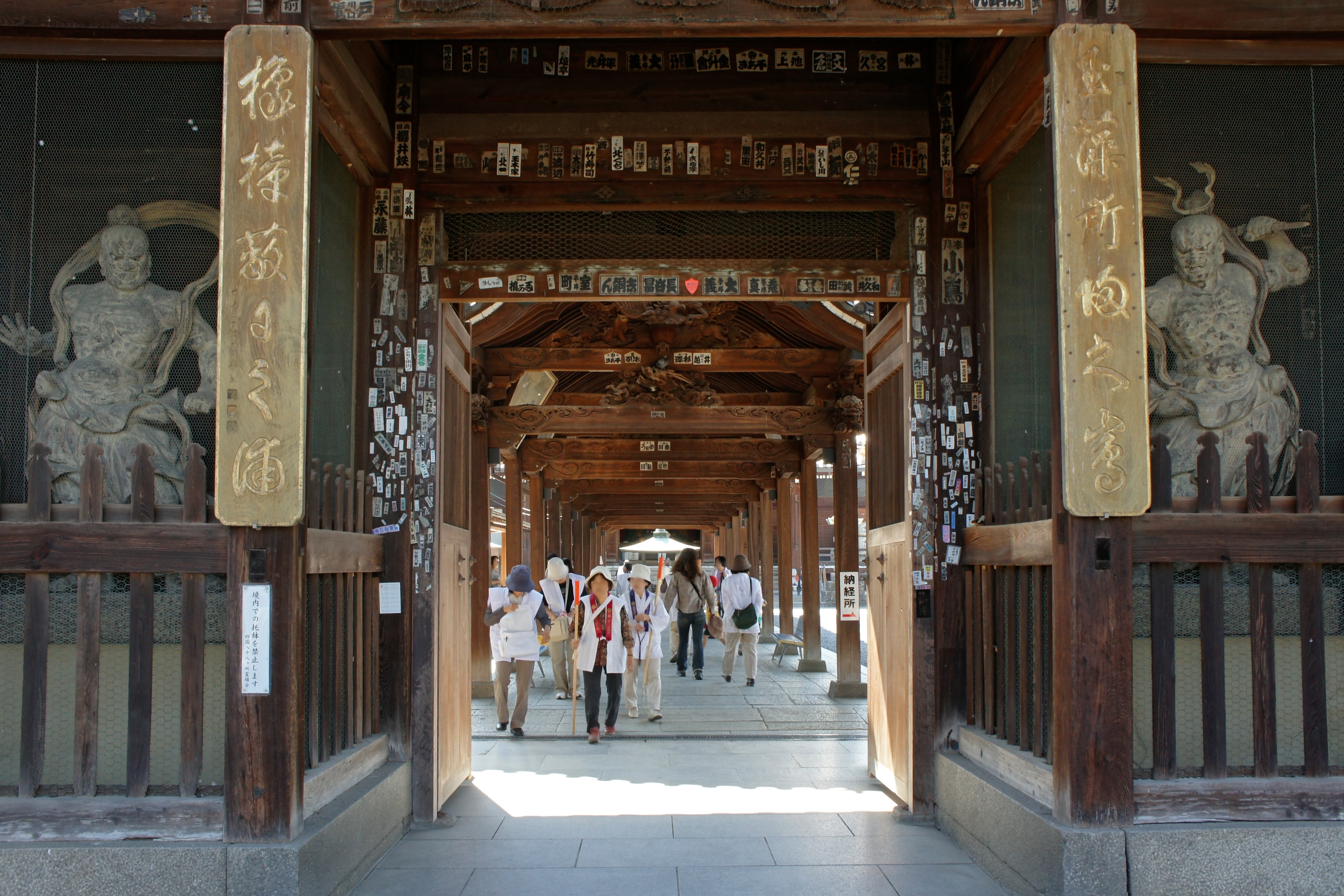
Blick durch das Niō-Tor durch den Wandelgang
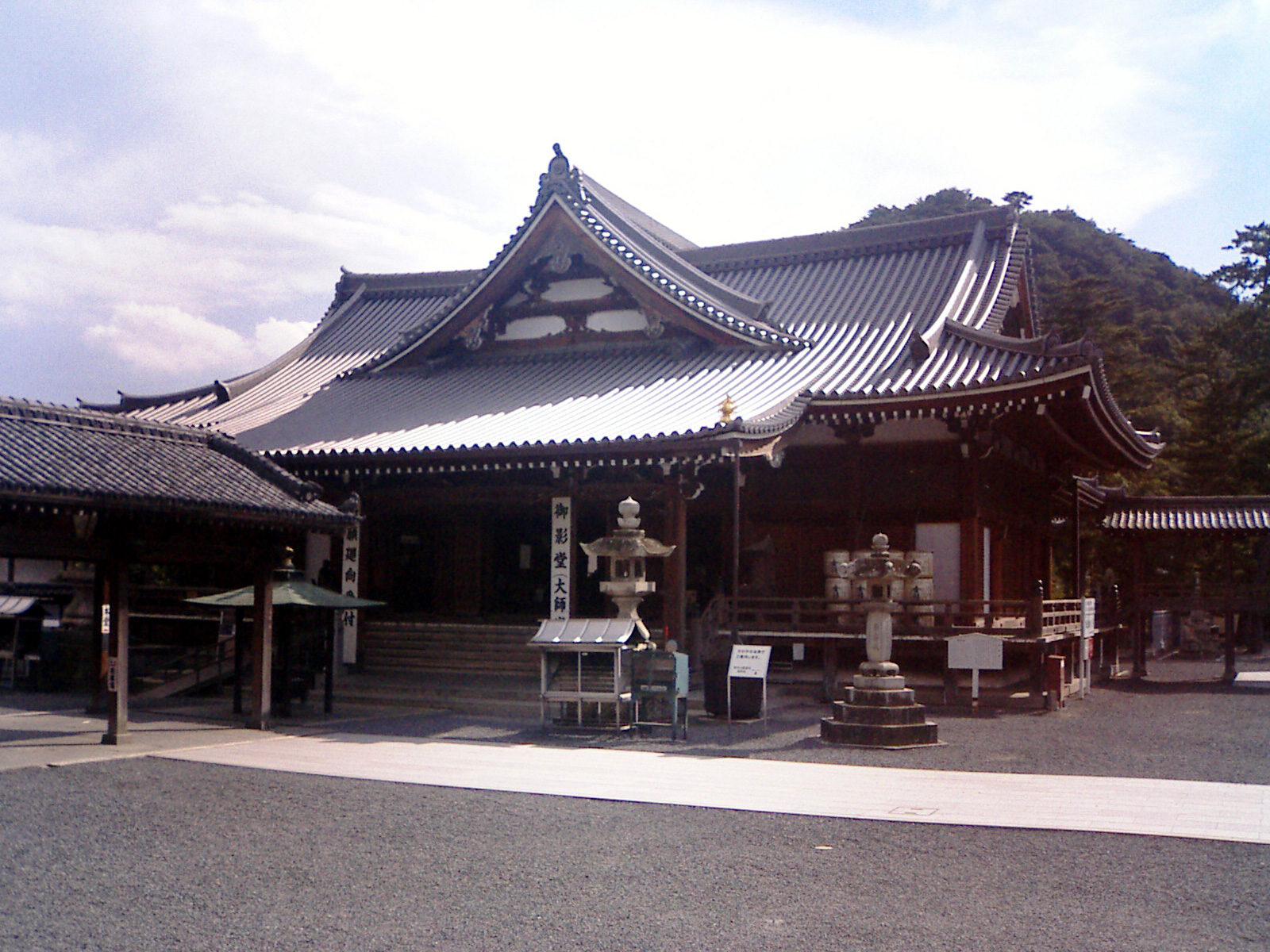
Miedō
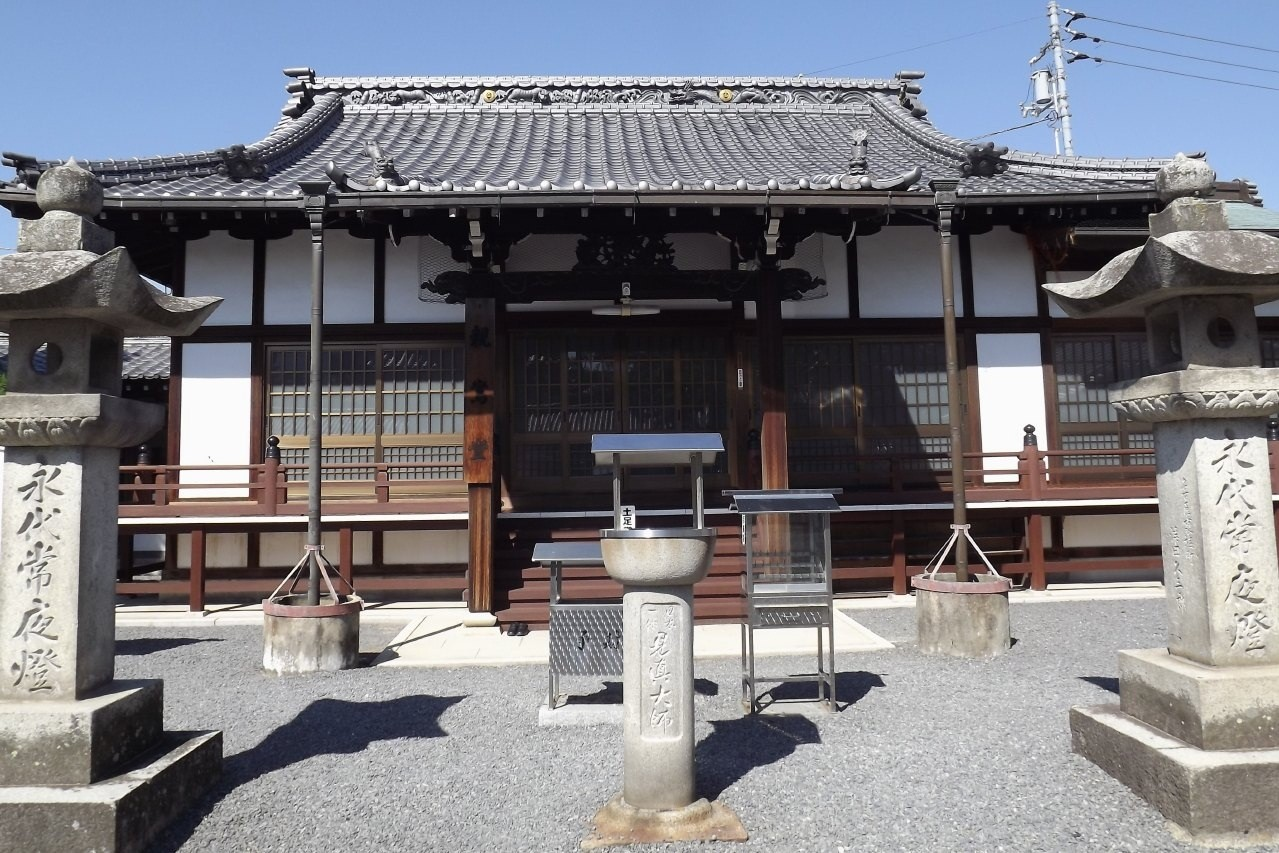
Shinrandō
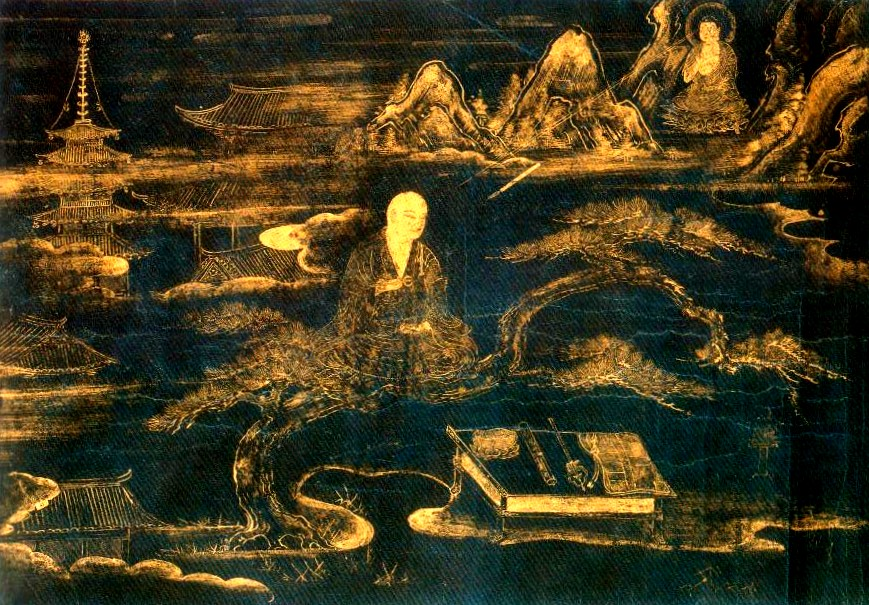
Bild aus der Hokke-Sutra
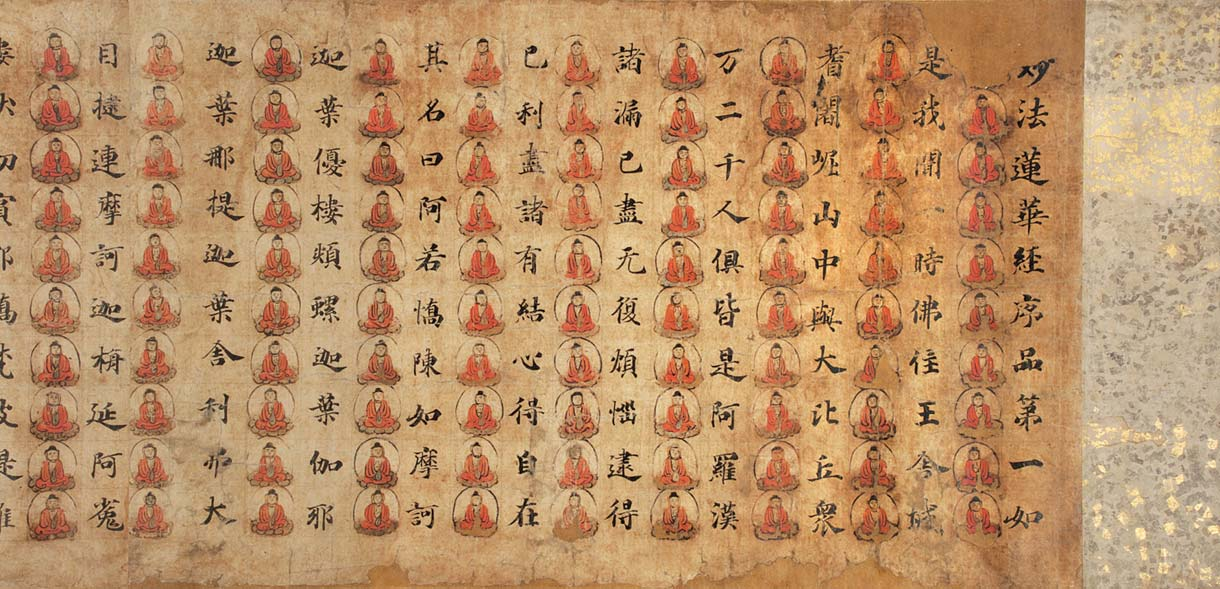
Text aus der Hokke-Sutra
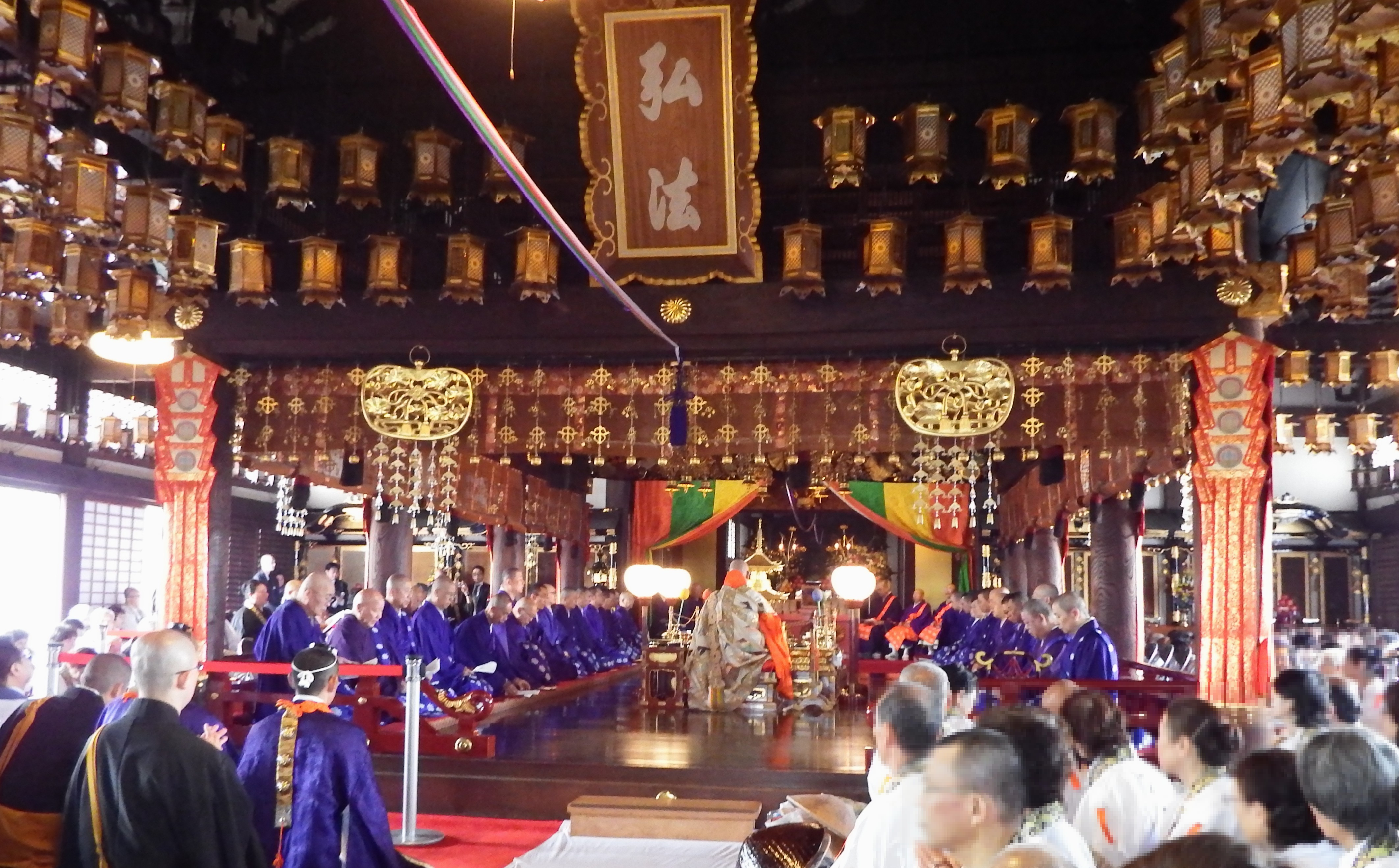